# Lebbeus mundus
Lebbeus mundus is een garnalensoort uit de familie van de Hippolytidae. De wetenschappelijke naam van de soort is voor het eerst geldig gepubliceerd in 2006 door Jensen.